# ضريح الشيخ أبو المفاخر
ضريح الشيخ أبو المفاخر (بالفارسية: رامگاه شیخ ابوالمفاخر) هو ضريح تاريخي، ويقع في مقاطعة قائنات.